# Politiske partier i Afghanistan
Dette er en liste over politiske partier i Afghanistan. Afghanistan har et flerpartisystem i udvikling med flere politiske partier. Et parti kan sjælden alene få magten, og må derfor samarbejde for at lave koalitionsregeringer. Det er forbudt at etablere politiske partier som går i mod islamisk moral og enhver islamisk lov.

## Politiske partier i Afghanistan

### Større partier
- Hizb-ut Tahrir («Frihedspartiet»)
- Hezb-i-Islami («Det islamiske parti»)
- Hezb-i-Jumhori Afghanistan («Afghanistans republikanske parti»)
- Jamiat-e Islami («Islamsk samfunn»)
- Harakat-e Islami-yi Afghanistan («Afghanistans islamiske bevægelse»)
- Hezbi Islami («Enhetspartiet»)
- Afghan Mellat («Det afghanske socialdemokratiske parti»)
- Da Afghanistan Da Solay Ghorzang Gond («Afghanistans fredsbevægelse»)
- United National Front

### Mindre partier
- Harakat-e Islami-yi («Folkets islamiske bevægelse»)
- Hezb-e Demokrat-e Afghanistan («Afghanistans Demokratiske Parti»)
- Hezb-e-Congra-e-Mili Afghanistan («Hezb-e-Congra-e-Mili Afghanistan»)
- Hezb-e-Eqtedar-e-Mili («Nationale suverænitetsparti»)
- Hezb-e-Hambastagee Mili Jawanan («Kongrespartiet»)
- Hezb-e Muttahed-e Milli («Det nationale forende parti»)
- Hezb-e-Nuhzat-e-Mili Islami («Afghanistans nationale bevægelse»
- Hezb-e-Paiwand Mili («Nationale solidaritetsparti»)
- Hezb-e-Wahdat-e-Mili Islami («Nationale islamiske enhedsparti»)
- Hizb-e-Refah e Afghanistan («Afghanistans velfærdsparti»)
- Mahaz-i Milli-yi Islami-yi Afghanistan («Afghanistans islamiske nationalfront»)
- Majma e Haqiqat e Afghan («Afghansk realitet»)
- Nahzat-e Hambastagi-ye Melli-ye Afghanistan («Afghanistans nationale solidaritetsbevægelse»)
- De Pashtano Tolaneez Wolsdwaleez Gwand («Pashtunernes socialdemokratiske parti»)
- Sazman-e Enqelabi-ya Kargaran-e Afghanistan («Afghanistan arbejderrevolutionære organisation»)
- Tanzim-e Dahwat-e Islami-ye Afghanistan («Afghanistans islamiske Dawahorganisation»)
- Unit Party

### Tidligere eller forbudte partier
- Hezb-e Demokratik-e Khalq-e Afghanistan («Afghanistans Demokratiske Folkeparti»)
- Hezb-e-Enqelab-e-Meli («Det nationale revolutionsparti»)
- Hezb-e Komunist-e (Maoist-e) Afghanistan («Det afghanske kommunist(maoist)partiet»)
- Hezb-e Watan Demokrat-e Afghanistan («Afghanistans demokratiske watanparti»)
- Sazman-i Rihayi Afghanistan («Afghanistans frigørelsesorganisation»)
- Shalleh-ye Javiyd
- Taliban